# Joviano
Flávio Joviano (Singiduno, 331 — Dadastana, 17 de fevereiro de 364) foi um soldado eleito imperador romano pelo exército em 363, após a morte do imperador Juliano.

## Governo
Juliano havia lutado contra os sassânidas e obtido várias vitórias, tendo devastado a Síria e acampado em Ctesifonte, porém, ao retornar, foi morto pelo inimigo, no dia 26 de junho, no sexto ano de seu reinado e aos trinta e dois anos de idade.
Joviano, um dos guarda-costas de Juliano, que o acompanhou na expedição, foi eleito pelos soldados para ocupar o trono. Joviano era mais famoso por seu pai do que por ele mesmo.
O exército estava com falta de provisões, e após ser derrotado duas vezes pelos persas, Joviano foi forçado a fazer a paz com Sapor II do Império Sassânida. A paz era necessária, mas foi feita em condições vergonhosas, porque Joviano teve que ceder partes do Império Romano, uma desgraça que nunca havia ocorrido antes, desde a fundação de Roma, 1 118 anos antes.
Segundo Eutrópio, um dos motivos de Joviano ter aceito esta humilhação foi que, estando no leste, ele temia o surgimento de algum rival com dignidade imperial, e não pensou em sua glória.

## Morte
Marchando de volta, na direção de Ilírico, Joviano morreu de morte súbita, na Galácia.
Alguns supuseram que ele morreu por um ataque de indigestão, porque ele havia se excedido na alimentação, outros que ele morreu por causa do odor da câmara em que ele estava, porque havia sido recentemente pintada e era perigosa, e outros que ele morreu pelos efeitos do carvão, que ele tinha ordenado que fosse queimado em grande quantidade por causa do frio.
Ele morreu no ano 1119 ab urbe condita, no ano em que ele era cônsul, junto com seu filho Varroniano, no sétimo mês do seu reinado, no dia 18 de abril, aos trinta e três anos de idade, e, por gentileza dos imperadores que o sucederam, foi enumerado entre os deuses, pois ele era inclinado à igualdade, e liberal por natureza.
Joviano era cristão, diferentemente de seu antecessor apóstata, Juliano, que havia promovido um retorno ao paganismo.